# Pixiv
Pixiv (Nhật: ピクシブ Hepburn: Pikushibu), cách điệu hóa là pixiv, là một cộng đồng ảo dành cho các họa sĩ tại Nhật Bản. Được ra mắt lần đầu tiên dưới dạng thử nghiệm beta vào ngày 10 tháng 9 năm 2007 bởi Kamitani Takahiro và Katagiri Takanori, Pixiv Inc. có trụ sở tại Sendagaya, Shibuya, Tokyo, Nhật Bản. Tính đến tháng 4 năm 2020, trang mạng này đã có hơn 50 triệu thành viên, hơn 100 triệu lượt gửi và nhận về hơn 3,7 tỉ lượt xem trang hàng tháng. Pixiv nhằm mục đích cung cấp một nơi để các nghệ sĩ trưng bày tác phẩm minh họa của họ rồi nhận phản hồi thông qua hệ thống xếp hạng và nhận xét từ người xem. Các tác phẩm được tổ chức theo cấu trúc tag mở rộng, tạo thành xương sống của website này.

## Lịch sử
Bắt đầu từ ý tưởng của lập trình viên Kamitani Takahiro, vốn cũng là một nghệ sĩ được biết đến với cái tên Bakotsu trên web, cái tên Pixiv được ra mắt vào ngày 10 tháng 9 năm 2007, dưới dạng thử nghiệm beta. Khi số lượng người dùng vượt quá con số 10.000 chỉ mười chín ngày sau khi ra mắt, Kamitani gặp khó khăn trong việc duy trì Pixiv một mình, khiến anh phải thành lập Crooc Inc. vào ngày 1 tháng 10 năm 2007. Ngày 18 tháng 12 năm 2007, website trải qua một đợt nâng cấp lớn, thành những gì tương tự như phiên bản hiện tại của Pixiv. Mặc dù web ban đầu chỉ có tiếng Nhật, tiếng Trung trở thành ngôn ngữ đầu tiên được bổ sung do xu hướng tăng dần của những người đăng kí bên ngoài nước Nhật là Đài Loan và Trung Quốc; cũng có ngày càng nhiều lượt đăng kí từ Hoa Kỳ và Hàn Quốc. Năm 2009, phiên bản tiếng Anh được coi là có mức độ ưu tiên thấp nhất, nhưng sau đó cũng đã được thiết lập vào đầu năm 2011. Quá trình quốc tế hóa của Pixiv tiếp tục với việc bổ sung tiếng Pháp, tiếng Hàn, tiếng Nga và cả tiếng Thái. Một số quốc gia châu Âu có số lượt truy cập cao trên web như Đức và Ý cũng sẽ được xem xét. Ngày 1 tháng 11 năm 2008, công ty quản lí Crooc đổi tên thành Pixiv Inc.. Tổng giám đốc điều hành của Pixiv Inc. là Katagiri Takanori.

## Đặc trưng
Cần phải là thành viên miễn phí thì mới có thể duyệt trang. Khái niệm chính của Pixiv là để người dùng đăng tải hình minh họa nghệ thuật của riêng họ, trừ các hình thức ảnh chụp; viết lách sáng tạo cũng có thể đăng lên. Người dùng có thể tham gia vào mạng lưới xã hội nơi người ta có thể xếp hạng các đóng góp, để lại nhận xét về những tác phẩm nghệ thuật, thay đổi tag trên bất kì mục nào. Do tính linh hoạt của tag, người dùng có thể tạo ra nhiều sự kiện tham gia ngẫu hứng, trong đó chính họ gửi những tranh vẽ về một chủ đề cụ thể phổ biến. Mỗi người dùng có một hệ thống bảng tin cá nhân, dùng để để lại tin nhắn. Người ta cũng có thể phản hồi các hình ảnh bằng cách dùng một ảnh khác, được gọi là "phản hồi hình ảnh". Pixiv khác với một đối thủ đáng chú ý nhất đến từ Mĩ - DeviantArt, ở chỗ trang này cho phép đăng nội dung khiêu dâm hạng nặng lên web, cho dù cũng có kiểm duyệt bộ phận sinh dục để phù hợp với luật nội dung tục tĩu của Nhật Bản. Những hình ảnh như vậy và những nội dung không phù hợp với trẻ em - chẳng hạn như hình ảnh quái dị - được tách biệt khỏi các nội dung khác thông qua hai bộ lọc bật tắt được thông qua hồ sơ người dùng. Cả hai bộ lọc này, bộ lọc đầu tiên ngăn người dùng xem bất kì nội dung người lớn nào và bộ lọc thứ hai ẩn nội dung quái dị ("R18-G"), được bật mặc định và do đó, những người dùng chưa đăng kí thì sẽ không thể xem các tác phẩm dành cho người lớn. Phần lớn các đóng góp lên web xoay quanh anime, manga và video game fan art (tranh không phải do tác giả vẽ) của người hâm mộ hoặc tác phẩm nghệ thuật gốc tương tự với các loại hình kể trên. Chính sách toàn cầu của website là bảo vệ quyền riêng tư của tất cả người dùng Pixiv, không đăng lại hay in lại tác phẩm của người khác khi chưa được phép và quảng cáo thương mại. Web hiện có khẩu hiệu tiếng Anh là "It's fun drawing!" ("Thật vui khi vẽ!") nhưng các phiên bản trước đó đã dịch nghĩa đen khẩu hiệu tiếng Nhật là Oekaki ga tanoshiku naru basho (お絵かきがもっと楽しくなる場所 Một nơi mà việc vẽ trở nên thú vị hơn).

## Các sự kiện chính thức
Nhiều sự kiện trang trọng được tổ chức định kì trên Pixiv để thu hút người tham gia xoay quanh một chủ đề chung, tùy vào thời điểm trong năm; những sự kiện này xoay quanh tác phẩm nghệ thuật do người dùng đăng. Trong suốt cả năm, các sự kiện theo mùa diễn ra liên kết với những ngày lễ như Halloween, Giáng Sinh, Năm mới và Tanabata (tức lễ Thất tịch). Trong một khoảng thời gian cố định, một phần của website sẽ được dành riêng cho nội dung đăng theo mùa này, các khía cạnh của web như thiết kế logo, hệ thống xếp hạng sao cũng thay đổi; ví dụ: ngôi sao sẽ thành quả bí ngô trong sự kiện Halloween. Trong và sau lễ Tanabata giữa năm 2008, các nhà tài trợ hoặc chính Pixiv sẽ trao giải thưởng cho những người tham gia sự kiện có tác phẩm nghệ thuật được cộng đồng yêu thích. Ngoài các sự kiện theo mùa, các nhà tài trợ cũng có thể làm việc với Pixiv trong nhiều sự kiện PR, một lần nữa trao giải thưởng cho người dùng có tác phẩm nổi tiếng nhất. Pixiv từng tổ chức một sự kiện có tên là "Doodle 4 Pixiv", một sự kiện lấy cảm hứng từ cuộc thi Doodle4Google của Google, nơi mà các thành viên tham gia lấy biểu trưng của Pixiv rồi biến hoá nó theo nhiều phong cách khác nhau.
Trước thềm hội chợ Comiket 73 vào tháng 12 năm 2007, người dùng đã thiết lập "Catalog C73 phiên bản Pixiv" trên website này thông qua các tag trên hình ảnh và sau đó, vào tháng 8 năm 2008, Pixiv bắt đầu lập ra một khu vực riêng trên web dành cho các thành viên tham gia Comiket bắt đầu chuẩn bị cho Comiket 74. Điều này cho phép người dùng tìm kiếm thông qua một catalô (danh mục) theo vòng kết nối dōjin và theo tên người dùng cũng bao gồm thông tin về vị trí vòng kết nối của người dùng trong trung tâm hội nghị. Đồng thời, do mức độ đóng góp tranh ảnh của người hâm mộ sê-ri Touhou Project cho web rất cao (chiếm khoảng 3,9% tổng số bài dự thi), Pixiv cũng thiết lập hẳn một danh mục tương tự cho hội nghị Reitaisai Touhou hàng năm.

## Chức năng

### Trang đầu
Khi xem trang đầu của Pixiv mà chưa đăng nhập thì sẽ thấy trước một lựa chọn ngẫu nhiên các tác phẩm mới nhất và được đánh giá cao nhất, dưới dạng hình thu nhỏ. Một bộ tag từ những đợt đăng tải gần nhất sẽ hiển thị trong đám mây tag nằm bên dưới tranh minh họa. Khi đã đăng nhập, thì có thể xem trước sáu trong số tranh minh họa mới nhất ở trên cùng, và một số thứ hạng trong top ba cũng được hiển thị, gồm có xếp hạng hàng ngày, phổ biến với nam giới, tân binh và tranh minh hoạ gốc, cũng như xếp hạng hàng ngày cho các đóng góp bằng văn bản. Các thứ hạng khác không có trên trang đầu gồm có: hàng tuần, hàng tháng và phổ biến với nữ giới. Các đám mây tag hiển thị cùng những sự kiện chính thức và tranh minh họa mới từ các nghệ sĩ được yêu thích. Bên tay trái có lựa chọn ngẫu nhiên các nghệ sĩ yêu thích của người dùng, liên kết đến trang người dùng, có thể xem ở bên dưới ảnh hồ sơ người dùng. Hai liên kết có sẵn cho người dùng để xem lại đánh giá và nhận xét trước đây của họ về các hình ảnh. Một liên kết để chuyển đến phiên bản dành cho người lớn của trang đầu cũng có, nếu được bật.

### Trang người dùng
Trên trang người dùng của một người nhất định, có thể xem trước ba ảnh đăng gần đây nhất của họ dưới dạng hình thu nhỏ, cùng với ba hình ảnh mà họ đánh dấu gần đây nhất và ba phản hồi gần nhất của người dùng đó đã phản hồi về ảnh của người khác. Có sẵn lựa chọn các nghệ sĩ yêu thích của người dùng, cùng với các liên kết đến danh sách đầy đủ các nghệ sĩ, được phân chia giữa "người dùng yêu thích" và "lựa chọn của tôi". Có sẵn một hồ sơ ngắn trình bày chi tiết thông tin cơ bản của nghệ sĩ, như biệt hiệu, ngày sinh, giới tính và địa điểm, cùng với một phần tự giới thiệu ngắn. Một hồ sơ bổ sung mô tả chi tiết không gian làm việc trên máy tính của một nghệ sĩ cũng có sẵn. Mỗi người dùng có một ảnh hồ sơ được dùng để phân biệt xuất hiện phía trên tên của họ trên trang người dùng. Mỗi người dùng được cung cấp một hệ thống bảng tin cá nhân, đơn giản mà người dùng hoặc bất cứ ai khác có thể viết nhận xét (giới hạn 140 kí tự) và chỉ có 60 mục nhập gần đây nhất để xem.

### Trang gửi
Người dùng có thể đăng gửi số lượng hình ảnh không giới hạn, nhưng phải đợi năm phút giữa các lần đăng. Khi tìm kiếm các đóng góp, số lượng người dùng đã đánh dấu một ảnh nhất định sẽ xuất hiện dưới hình thu nhỏ ở dạng "# người dùng" màu xanh lam và số lượng người dùng đã phản hồi ảnh cho một hình nhất định cũng sẽ xuất hiện dưới hình thu nhỏ ở dạng "# res" màu đỏ. Nếu ảnh đăng lên có cỡ lớn hơn 600x600 pixel, thì ảnh đó sẽ xuất hiện dưới độ dài 600 pixel trên trang của ảnh, khi nhấp vào thì sẽ mở ra một cửa sổ trình duyệt mới chứa phiên bản đầy đủ của ảnh đó. Người dùng có thể đánh giá mỗi lần đăng gửi một lần trong khoảng thời gian 24 giờ bằng thang biểu tượng hình ngôi sao từ một đến mười (tức từ thấp đến cao). Số lần đánh giá, tổng điểm và số lần xem của hình ảnh được hiển thị ở phía trên các ngôi sao. Một dòng tóm tắt của ảnh, viết bởi tác giả sẽ xuất hiện ở phía trên của hình ảnh cùng dòng tiêu đề.
Người dùng có thể bình luận ngắn trên ảnh với giới hạn 140 kí tự; 20 dòng bình luận gần đây nhất sẽ được đăng lên và người dùng cũng có thể xóa bình luận của chính họ. Một tập hợp các tag (thẻ) được đính kèm vào mỗi hình ảnh mà bất kì người dùng Pixiv nào cũng có thể chỉnh sửa và bất cứ tag nào cũng có thể được thêm vào, ngay cả những tag rất cụ thể, chứa các câu từ đầy đủ; tuy nhiên, một ảnh chỉ được sở hữu 10 tag. Nếu một bài gửi nhận được phản hồi bằng ảnh, thì năm phản hồi bằng ảnh gần đây nhất sẽ được xem trước dưới dạng hình thu nhỏ nằm bên dưới dòng nhập nhận xét cùng liên kết đến danh sách đầy đủ các phản hồi bằng ảnh. Bản xem trước của các bài gửi có thể nhúng vào các website khác, chẳng hạn như những blog liên kết trở lại trang của hình ảnh đó trên Pixiv.

### Tag(thẻ)
Tag hay thẻ là một tính năng quan trọng của Pixiv, cho phép nhiều tranh ảnh nhóm lại với nhau theo chủ đề. Mặc dù mỗi ảnh chỉ được phép có mười tag, nhưng các tác giả đã đăng một hình ảnh nhất định cũng có thể chọn khóa hoặc mở khóa tag nào; nếu một tag nhất định được mở khóa, thì bất kì người dùng nào cũng có thể xóa hoặc thay đổi tag đó. Bất cứ người dùng nào cũng có thể bổ sung thêm tag và cũng có thể báo cáo bất cứ tag nào gây khó chịu hoặc mang tính phỉ báng. Một phần của website chứa danh sách 5.000 tag được sử dụng hàng đầu trên trang, các tag được sử dụng nhiều nhất hiện ở trên cùng; hai tag được sử dụng nhiều nhất mọi thời đại là "Touhou" và "original" (tức "bản gốc") với hơn 1 triệu lượt đăng gửi mỗi tag. Một phần khác của website liệt kê số lượng người dùng có hình ảnh với các tag chung; ví dụ: tag "original" được ngườit ta dùng nhiều nhất. Ngoài ra còn có các tùy chọn tìm kiếm nâng cao để có thể tìm hình ảnh theo kích thước, tỉ lệ khung hình và nhiều công cụ.

### Yêu thích
Người dùng có thể bookmark (tức đánh dấu) hình ảnh yêu thích và dễ dàng xem lại chúng qua trang người dùng. Các dấu trang như vậy được sắp xếp theo tag và người đánh dấu trang có thể thêm một nhận xét ngắn về hình ảnh. Số lượng ảnh mà một người có thể đánh dấu là vô hạn, các hình ảnh cũng có thể được liệt kê theo thứ tự mới nhất trước hoặc cũ nhất trước. Ai cũng có thể xem các hình ảnh được đánh dấu bởi bất kì người dùng nào. Người dùng có thể thêm những người khác vào danh sách "người dùng yêu thích" của họ, điều này có thể để ở chế độ công khai hoặc riêng tư và được liệt kê theo những ai mới thêm vào gần đây nhất. Người dùng còn có thể thêm bạn bè của họ làm "lựa chọn của tôi" (hoặc "Pixiv của tôi") được hiển thị trong danh sách công khai, sắp xếp theo thứ tự mà các thành viên đã tham gia Pixiv bắt đầu từ người sớm nhất.

### Pixiv Premium
Ra mắt vào ngày 1 tháng 4 năm 2009, người dùng có thể trả phí 525 yên mỗi tháng để có được tài khoản nâng cấp, được gọi là Pixiv Premium. Những ai có tài khoản trả phí sẽ được cấp cho nhiều đặc quyền khác nhau, chẳng hạn như được dùng thử dịch vụ mới sớm hơn các thành viên khác, được sắp xếp kết quả tìm kiếm theo mức độ phổ biến và được ưu đãi trong các sự kiện tổ chức thông qua web.
Người dùng premium được tặng 2.000 Điểm Pixiv (viết tắt là pp) mỗi tháng, dùng tặng cho những người khác và ủng hộ người khác thông qua nút "goodP" hiển thị trên trang người dùng. Người dùng có thể gửi điểm mọi lúc mọi nơi giữa giới hạn 10 và 500 điểm. Một bên thứ ba không liên quan đến việc trao đổi điểm giữa hai người dùng sẽ không thể biết bất kì điểm nào đã được trao đổi; có nghĩa là một tính năng riêng tư giữa hai người dùng để thể hiện sự cảm ơn hoặc lòng biết ơn. Nếu bất kì điểm nào đạt được trong khoảng thời gian 30 ngày mà không được tiêu trong thời gian một năm, thì điểm đó sẽ hết hạn. Ngoài ra còn có kế hoạch sử dụng điểm để đổi lấy hàng hóa của Pixiv.

### Cộng đồng sự kiện
Các thành viên premium có thể dùng phần cộng đồng sự kiện (event community) của web cho phép họ tổ chức các sự kiện bên ngoài web. Chỉ người dùng premium mới có thể tổ chức sự kiện, nhưng bất cứ thành viên Pixiv nào cũng xem được các sự kiện trong lịch công khai và mọi thành viên đều có thể tham gia bất cứ sự kiện nào. Tất cả sự kiện đều dành cho các thành viên Pixiv gặp gỡ ngoài đời trong những sự kiện do người dùng tổ chức nhằm giới thiệu tác phẩm, dōjinshi hoặc mọi thứ, miễn là liên quan đến Pixiv. Các sự kiện chỉ có thể lên kế hoạch trước tối đa là ba tháng và mỗi thành viên premium chỉ được tổ chức một sự kiện tại một thời điểm, mặc dù có thể tham gia theo ý muốn của nhiều người. Cộng đồng sự kiện chỉ có thể tổ chức các sự kiện liên quan đến Pixiv, nếu phát hiện sự kiện nào không phù hợp thì sẽ bị xóa. Trạng thái đồng quản lí trên Pixiv chỉ được cấp cho tối da ba người trên một sự kiện.

### Khác
Tính năng tìm kiếm trên website này cho phép người dùng tìm kiếm hình ảnh thông qua tag của họ hoặc theo tiêu đề/chú thích của họ. Cũng có sẵn tính năng tìm kiếm tag ngẫu nhiên, trừ hình ảnh người lớn, trong đó một bộ bốn mươi ảnh sẽ hiển thị dưới dạng hình thu nhỏ. Người dùng có thể được tìm thấy thông qua tính năng tìm kiếm cụ thể để tìm các kết quả phù hợp với hồ sơ người dùng. Ngoài ra còn có thể nhắn tin cho những người dùng khác với giới hạn 10–10.000 kí tự. Phiên bản dành cho điện thoại di động của website có tên là Pixiv Mobile, viết tắt là Pikumoba (ピクモバ).

## Triển lãm

### Pixiv Festa
Từ ngày 27 tháng 2 đến ngày 1 tháng 3 năm 2009, Pixiv đã tổ chức hội chợ đầu tiên, tên là Pixiv Festa, tại Design Festa Gallery Đông ở Omotesandō, Tōkyō, Nhật Bản. Sự kiện này bao gồm nhiều cuộc triển lãm của 145 nghệ sĩ khác nhau. Người tham gia có thể tự do tương tác với các triển lãm nghệ thuật theo ba cách mà người ta vẫn tương tác trên web, đó là: thông qua xếp hạng hình ảnh từ một đến mười (tức từ thấp đến cao) sao, đưa ra nhận xét về ảnh và có thể thay đổi tag trên bất kì mục nào. Những người tham gia được tặng một bộ nhãn dán hình ngôi sao vàng dùng đặt bên dưới bất cứ tác phẩm nghệ thuật nào, thể hiện sự hài lòng hoặc thiếu sót bằng cách không dán bất kì ngôi sao nào. Mỗi tác phẩm nghệ thuật đều treo một cuốn sổ nhận xét mà mọi người có thể viết bất cứ điều gì họ muốn, hay phê bình các tác phẩm. Cuối cùng, những người tham gia được đưa cho một bộ tag trống để họ có thể viết bất cứ thứ gì họ muốn lên đó và đính vào bên dưới một tác phẩm nhất định; mỗi tác phẩm có mười vị trí để đặt tag.
Các điểm hấp dẫn khác gồm có một khu vực mà người tham gia sẽ được vẽ tranh và nhận phản hồi từ những người khác, và một "Khu Pixiv" trên tầng hai có triển lãm ghi lại lịch sử 1+1⁄2 năm của Pixiv. Mỗi người tham gia cũng được phát một bảng câu đố về Pixiv mà đáp án có thể tìm thấy trong Vùng Pixiv. Những ai đã hoàn thành bài kiểm tra và trả lời đúng ít nhất 25 trong số 30 câu hỏi sẽ nhận được những món quà đặc biệt trong khi nguồn cung cấp vẫn còn. Hội Pixiv Festa lần thứ hai được tổ chức tại cùng địa điểm từ ngày 11 đến ngày 12 tháng 7 năm 2009. Đối với hội Pixiv Festa lần thứ ba được tổ chức từ ngày 12 đến ngày 13 tháng 6 năm 2010, cả Phòng Design Festa Đông và Tây đều được trưng dụng cho hội triển lãm. Từ ngày 16–17 tháng 10 năm 2010, tổ chức Pixiv Festa lần thứ tư.

### Pixiv Market
Pixiv từng tổ chức một sự kiện có tên Pixiv Market (tức Hội chợ Pixiv) vào ngày 15 tháng 11 năm 2009, tại Tokyo Big Sight ở Ariake, Tōkyō, Nhật Bản. Sự kiện này tương tự như Comiket nơi những người tham gia có thể bán và phân phối tác phẩm nghệ thuật của họ, cho dù chúng là tranh minh họa đơn lẻ hay là cả bộ dōjinshi. Thời gian đăng kí dành cho thành viên Pixiv Premium được tổ chức từ ngày 31 tháng 7 đến ngày 12 tháng 8 năm 2009 và thời gian đăng kí dành cho thành viên Pixiv thường thì tổ chức từ ngày 25 tháng 8 đến ngày 10 tháng 9 năm 2009. Khoảng 200 gian hàng đã được dựng lên cho sự kiện này.

## Các dịch vụ và phương tiện bổ sung
Ngoài website Pixiv, Pixiv Inc. bắt đầu phát triển ý tưởng mở rộng Pixiv ra ngoài ranh giới web của mình trong khi vẫn dùng được tài khoản Pixiv của người dùng cho các dịch vụ ngoại vi khác. Vào tháng 10 năm 2008, Pixiv Inc. ra mắt một diễn đàn Internet oekaki có tên là Drawr, diễn đàn này bất kì ai có tài khoản Pixiv đều sử dụng được. Trang này sử dụng hệ thống dựa trên Flash để cho phép người dùng vẽ tranh thông qua ứng dụng web. Những người khác có thể gửi câu trả lời nghệ thuật cho bất kì tác phẩm nào; không có giao diện để nhập văn bản. Không giống như Pixiv, trang này không có tính năng tìm kiếm vì không có tag và không bắt buộc phải đăng kí hay đăng nhập vào Drawr để duyệt mục nhập. Trên Drawr, người dùng có thể tạo chủ đề nơi họ gửi tác phẩm theo chủ đề chung hoặc thêm vào hình ảnh đã khởi đầu chủ đề đó.

### DrawTwit
Phối hợp với Twitter, Pixiv Inc. đã tung ra một dịch vụ web vào tháng 7 năm 2009 có tên là DrawTwit, dịch vụ mà bất cứ ai có tài khoản Twitter đều dùng được và cho phép người dùng vẽ tranh đăng lên Twitter. Những người khác có thể nhận xét về tác phẩm đó bằng cách viết giới hạn 110 kí tự hoặc vẽ tranh phản hồi giới hạn 140 nét cọ (theo tinh thần giống như giới hạn 140 kí tự cho mỗi tweet của Twitter). DrawTwit ban đầu là một dịch vụ tạm thời khả dụng trong quá trình bảo trì web Pixiv vào ngày 16 tháng 7 năm 2009, nhưng dịch vụ này lại đủ phổ biến để phát triển thành một thực thể riêng. Phối hợp với Livedoor (nhà cung cấp Internet Nhật Bản), một dịch vụ viết blog có tên là Pixiv Blog được ra mắt vào ngày 23 tháng 4 năm 2009, mà bất cứ ai có tài khoản Pixiv đều dùng được. Một wiki Pixiv có tên là Pixiv Encyclopedia (tức Bách khoa toàn thư Pixiv) được ra mắt vào ngày 10 tháng 11 năm 2009, như một cách để lập chỉ mục và xác định hơn 1,6 triệu tag khác nhau được sử dụng trên Pixiv, mà bất cứ ai có tài khoản Pixiv đều dùng được. Phiên bản tiếng Anh của bách khoa toàn thư này và tài khoản Twitter chính thức bằng tiếng Anh bắt đầu vào tháng 5 năm 2011. Ngày 15 tháng 12 năm 2009, ra mắt dịch vụ trò chuyện oekaki có tên Pixiv Chat, để người dùng có thể vẽ nghệ thuật oekaki ngay khi đang ở trong phòng chat.

### Pixiv Tsūshin
Phối hợp với Enterbrain, Pixiv bắt đầu sản xuất tạp chí trực tuyến mang tên Pixiv Tsūshin (ピクシブ通信 (Pikushibu thông tín)) vào ngày 20 tháng 4 năm 2009. Tạp chí này chứa nội dung liên quan đến cộng đồng Pixiv, cùng nhiều thông tin hữu ích cho người dùng. Các thông tin gồm có những bài báo tin tức mới nhất của Pixiv, các bài viết hướng dẫn (How-To), phỏng vấn với các nghệ sĩ nổi tiếng trên web và hàng loạt chuyên mục, bao gồm cả những nội dung khác nữa. Ngoài ra, tạp chí còn bao gồm những hoạt động chủ động mà các nghệ sĩ trên web đang làm liên quan đến website này, chẳng hạn như tổ chức các cuộc triển lãm nghệ thuật. Cũng với sự hợp tác của Enterbrain, một tạp chí có tựa đề Quarterly Pixiv (tức Pixiv Hàng Quý) sẽ bắt đầu xuất bản vào ngày 28 tháng 5 năm 2010, chứa các tài liệu tương tự như tờ Pixiv Tsūshin.

### Pawoo
Pixiv cũng đã ra mắt Pawoo, một phiên bản của mạng truyền thông xã hội mã nguồn mở phi tập trung Mastodon, dành cho cộng đồng nghệ sĩ của mình. Pawoo Music, một phiên bản Mastodon khác tập trung vào các dịch vụ âm nhạc, cũng đã được ra mắt. Vào tháng 7 năm 2019, Pixiv thông báo ngừng hoạt động Pawoo Music vào ngày 31 tháng 8, ngừng hỗ trợ ứng dụng Mastodon trên thiết bị di động Pawoo. Phiên bản Pawoo sẽ vẫn được tiếp tục hoạt động. Pawoo đã bị cấm dưới hầu hết mọi hình thức trên nền tảng Mastodon do sản phẩm này cho phép nghệ thuật lolicon.

### pixivFanbox
Vào tháng 12 năm 2016, Pixiv đã ra mắt phiên bản đầu tiên của pixivFanbox, một dịch vụ kết nối nhà sáng tạo và người hâm mộ. Vào thời điểm đó, pixivFanbox cung cấp những tính năng giống như blog cho các nhà sáng tạo, cho phép họ xuất bản nội dung thông qua đăng kí tự động gia hạn hoặc trả tiền cho từng bài. Vào tháng 4 năm 2018, pixivFanbox đã được làm lại, mở đăng kí cho tất cả mọi người trên Pixiv. Gói thanh toán được thay đổi thành gói đăng kí hàng tháng và nhà sáng tạo hiện có thể đặt số lượng gói hỗ trợ và cả số tiền cam kết. Việc làm lại này được thực hiện nhằm cho phép "cộng đồng người hâm mộ hỗ trợ các nghệ sĩ và hoạt động sáng tạo." Vào tháng 4 năm 2020, pixivFanbox tổ chức lễ kỉ niệm lần thứ hai, nhận được tên miền riêng là fanbox.cc. Với bản cập nhật, người tạo cũng có thể đặt và chia sẻ URL người tạo tùy chỉnh của riêng họ.

## Tranh cãi

### Chaos Lounge
Nhóm nghệ thuật hiện đại tự phong Chaos Lounge (カオス*ラウンジ) bị nghi ngờ hợp tác với ban quản lí tối cao tại Pixiv, mặc dù Pixiv sau đó đã phủ nhận mọi mối liên hệ với nhóm này. Katagiri Takanori và Chaos Lounge đã cố tình sử dụng tranh ảnh lấy được từ một cuộc thi Pixiv trong các ảnh ghép nghệ thuật hiện đại của riêng họ. Trong các bức tranh ghép này, khách tham quan phòng trưng bày được khuyến khích hãy "từ từ giẫm lên" những hình ảnh nằm rải rác trên sàn nhà. Khi người dùng Pixiv phàn nàn rằng tác phẩm của họ bị sử dụng không phù hợp, Pixiv đã không thực hiện bất cứ hành động trừng phạt nào, cũng không đình chỉ tài khoản của Chaos Lounge hay Katagiri Takanori . Cuộc tranh cãi đã tạo ra một làn sóng di cư ồ ạt của các nghệ sĩ thất vọng từ Pixiv sang các website tập trung vào nghệ thuật khác như Tinami và Pixa (nay là Egakuba). Lưu lượng truy cập từ dòng người dùng Pixiv thất vọng đã tăng gấp 50 lần so với tốc độ bình thường của các trang mạng này, khiến nhiều trang trong số đó chịu sức ép của loạt người dùng mới và buộc phải chuyển sang ngoại tuyến để bảo trì. Vào ngày 27 tháng 7 năm 2011, Pixiv chính thức xin lỗi trên web, hứa sẽ cải thiện các hoạt động quản lí của họ trong tương lai.

### Kiện tụng
Vào tháng 6 năm 2018, cựu thành viên của nhóm nhạc nữ thần tượng Niji no Conquistador đã đệ đơn kiện giám đốc đại diện của Pixiv là Nagata Hiroaki (cũng như các công ti quản lí của Niji no Conquistador là Dear Stage, Animate và Pixiv), vì hành vi thị dâm và quấy rối tình dục trong suốt thời gian cô làm việc với nhóm. Nagata đã đệ đơn kiện ngược lại nữ thành viên này vì tội phỉ báng. Sau vụ kiện, ông từ chức. Ngày 10 tháng 2 năm 2020, Sở Tài phán Địa phương Tokyo bác đơn của Nagata và yêu cầu ông bồi thường thiệt hại 1 triệu yên (177.420.447 VND) cho người phụ nữ kể trên.
Ngày 27 tháng 5 năm 2022, Bengo4 đưa tin rằng một phụ nữ chuyển giới đã đệ đơn kiện Pixiv và ông chủ của cô vì hành vi quấy rối tình dục diễn ra vào đầu năm 2018, yêu cầu bồi thường thiệt hại 5,55 triệu Yên. Ngoài ra, một số nhân viên nữ, chuyển giới cũng cho biết bị sếp trong công ty quấy rối tình dục. Vụ việc đã gây ra cuộc tranh luận giữa những người dùng Pixiv, nhiều người trong số họ đã quyết định xóa hoặc ẩn hết tác phẩm của mình trên web. Vào ngày 30 tháng 5 năm 2022, Pixiv đã đưa ra một tuyên bố lấy làm tiếc, thừa nhận rằng biện pháp kỉ luật đã được thực thi. Trong cùng tuyên bố, họ đề cập rằng, vào năm 2019, thủ phạm đã bị giáng chức, bị cắt lương và bị cấm tiếp cận nạn nhân.

## Ấn phẩm

### Tuyển tập
| Ấn hành lần đầu | Ấn hành lần cuối | Tựa đề                 | Tình trạng        | Tần suất | Ghi chú |
| --------------- | ---------------- | ---------------------- | ----------------- | -------- | ------- |
| 2009            | 2011             | Pixiv Girls Collection | Không còn tồn tại | Hàng năm | 3 quyển |

### Tạp chí số
| Ấn hành lần đầu | Ấn hành lần cuối                                 | Tên tạp chí    | Tình trạng      | Tần suất | Ghi chú |
| --- | ------------------------------------------------ | -------------- | --------------- | --- | ------- |
| data-sort-value="" style="background: var(--background-color-interactive, #ececec); color: var(--color-base, inherit); vertical-align: middle; text-align: center; " class="table-na" \| — | Kurofune (クロフネ)                              | Đang hoạt động | Nửa năm một lần | Ra mắt lần đầu tiên vào năm 1994 bởi Biblos với tựa Zero; ra mắt lại vào tháng 5 năm 2008 với tên Kurofune Zero (クロフネZERO?) dưới tên Libre; các câu chuyện đều thuộc thể loại tập trung vào kỳ ảo và khoa học viễn tưởng. Tạp chí hợp tác chung với Pixiv Comics vào tháng 10 năm 2012, nơi nó được phân phối kĩ thuật số dưới nền tảng của họ kể từ đó, rồi đổi tên thành Kurofune vào ngày 24 tháng 11 năm 2016. |         |
| data-sort-value="" style="background: var(--background-color-interactive, #ececec); color: var(--color-base, inherit); vertical-align: middle; text-align: center; " class="table-na" \| — | Love XXX Boys Pixiv(đọc là Love Kiss Boys Pixiv) | Đang hoạt động | Hàng tháng      | Ra mắt ngày 15 tháng 8 năm 2017; thể loại yaoi. |         |